# Roland Pidoux
Pour les articles homonymes, voir Pidoux.
Roland Pidoux est un violoncelliste et chef d'orchestre français né le 29 octobre 1946.

## Biographie
Roland Pidoux étudie au Conservatoire national supérieur de musique de Paris jusqu'en 1966.
Ses maîtres sont André Navarra, Jean Hubeau et Joseph Calvet
En 1968, il fonde, avec Jean-Pierre Wallez, l'Ensemble instrumental de France qui deviendra plus tard l'Ensemble orchestral de Paris.
Il entre à l'Orchestre de l'Opéra de Paris en 1969, puis il est violoncelliste solo à l'Orchestre national de France de 1978 à 1987.
En même temps, il a fait partie du quatuor Via Nova, puis, avec Régis Pasquier (violon) et Bruno Pasquier (alto), du trio Pasquier. Il a aussi formé un trio avec piano et cordes avec Jean-Claude Pennetier et Régis Pasquier.
Depuis 1988, Roland Pidoux est professeur au Conservatoire national supérieur de musique et de danse de Paris et directeur artistique des Rencontres de violoncelle de Bélaye (Lot) depuis leur création en 1989 .
Depuis quelque temps, Roland Pidoux se produit régulièrement au Japon. Il consacre aussi une part de son activité à la direction d'orchestre.
Il joue, depuis 2015, sur un violoncelle commandé au luthier français Franck Ravatin.
Il est le père du violoncelliste Raphaël Pidoux.

## Discographie sélective
- Beethoven : L'œuvre pour violoncelle et piano, avec Jean-Claude Pennetier (Saphir, 2001)
- Mozart : Quintette avec clarinette K.581, avec Michel Portal, etc. (Harmonia Mundi)
- Schubert : Trio avec piano opus 100, avec Jean-Claude Pennetier et Régis Pasquier (Harmonia Mundi, 1980)
- Schubert : Sonate Arpeggione D821 et Trios a cordes D581 & D471, avec Régis Pasquier, Bruno Pasquier et Jean-Claude Pennetier (Harmonia Mundi, 1980)